# Horch P240
Horch P240 «Sachsenring» — автомобиль класса люкс с шестицилиндровым двигателем, который выпускался автопроизводителем Horch в городе Цвиккау с 1956 по 1959 год. Был впервые представлен как Horch P240.  После объединения завода Automobilwerk Zwickau и Sachsenring Automobilwerke Zwickau в 1958 году получил обозначение Horch P240 «Sachsenring».

## Галерея

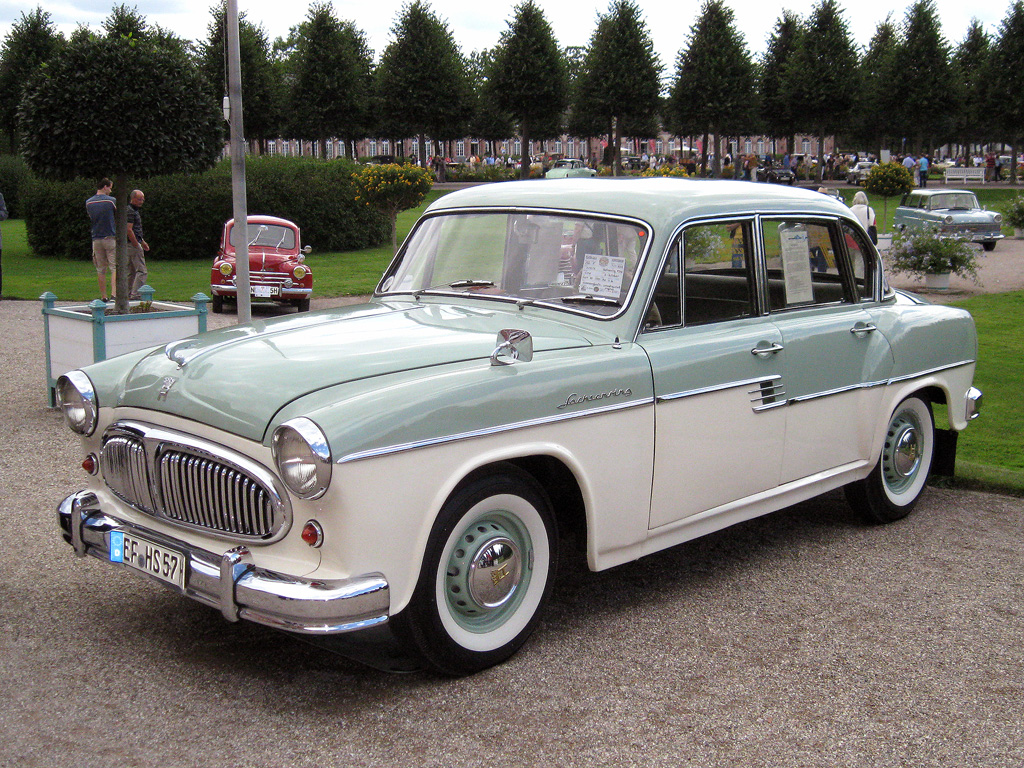
Седан
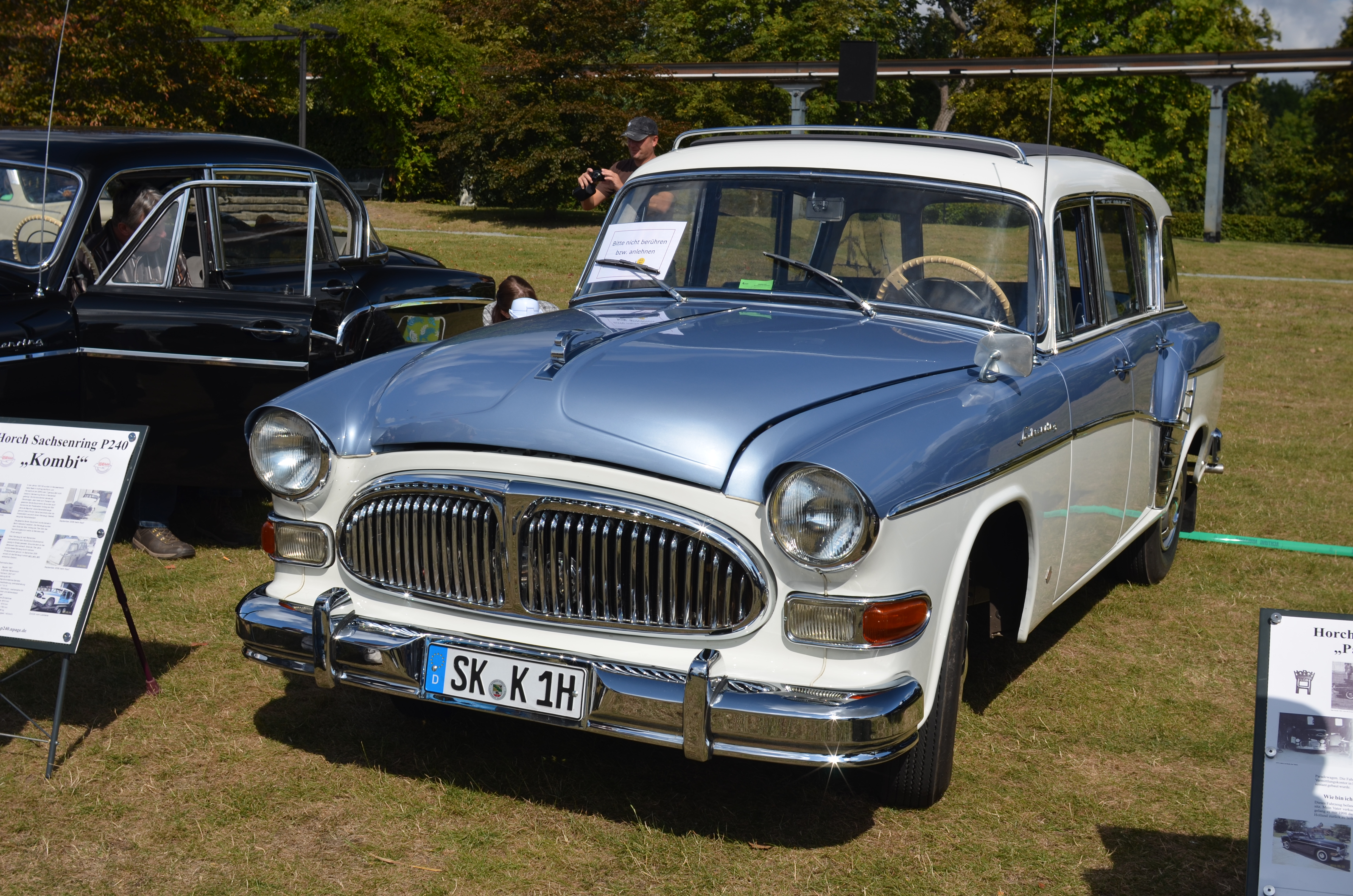
Универсал
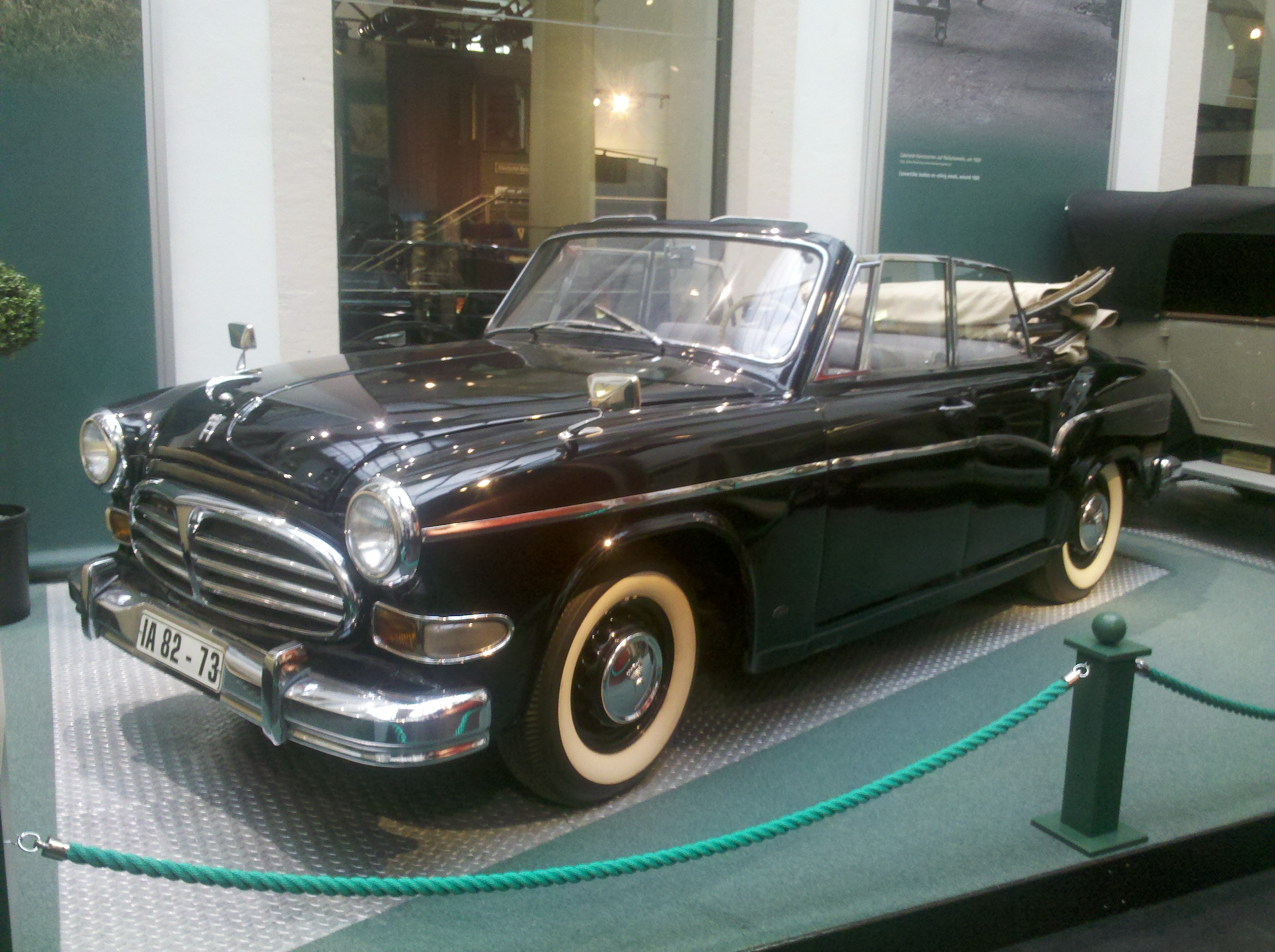
Кабриолет
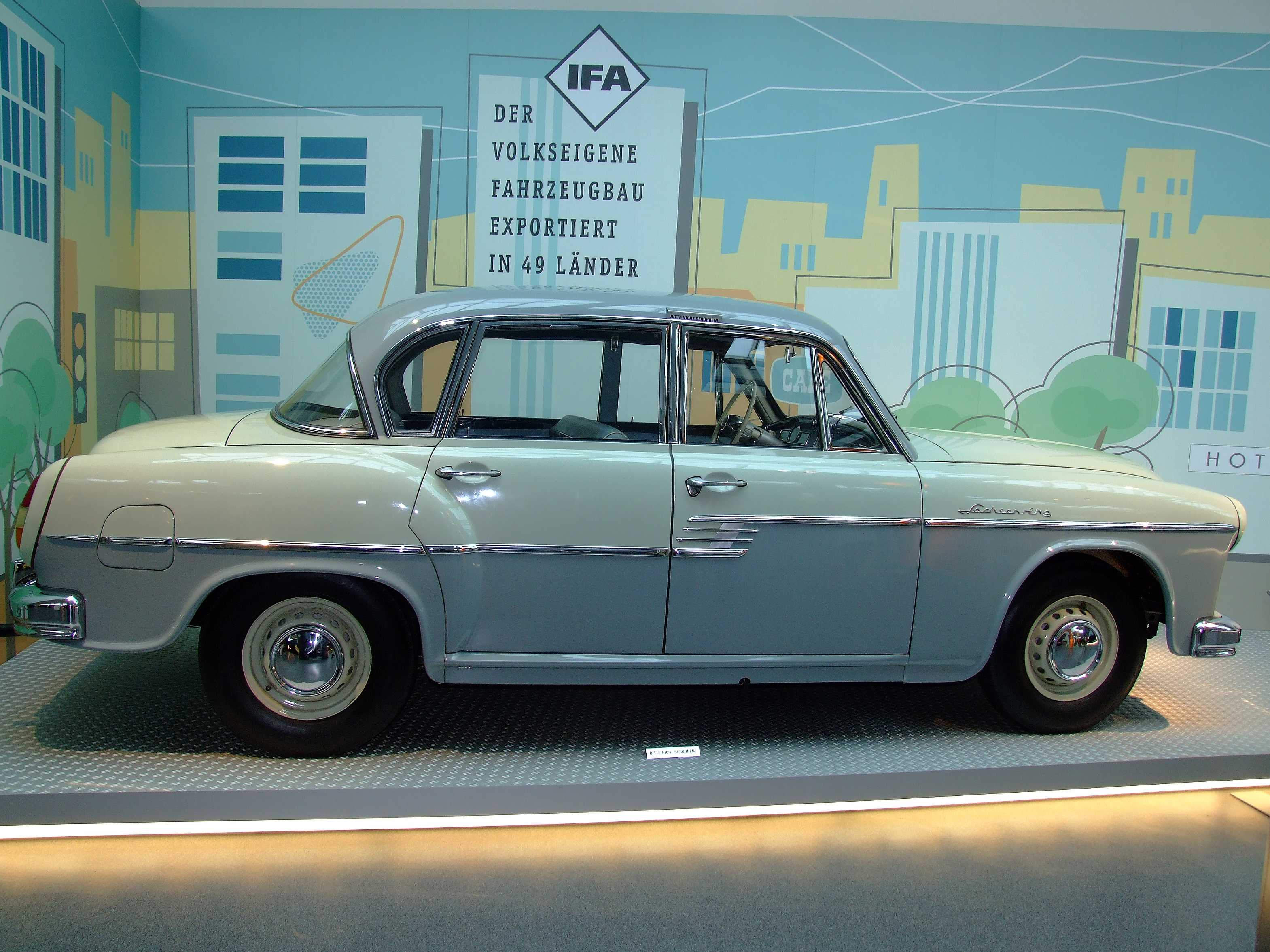
Седан (вид сбоку)
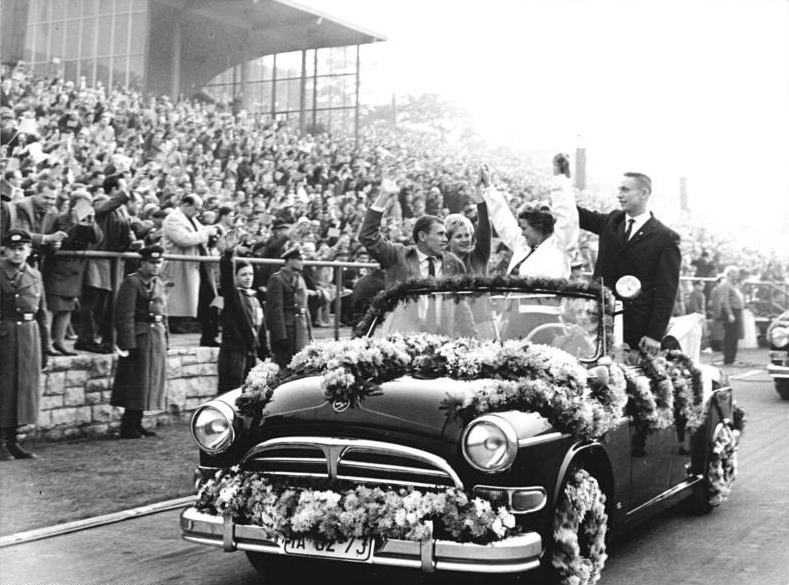
Ю. Гагарин и В. Терешкова на автомобиле Sachsenring P240 кабриолет (Берлин 1963)

## Технические характеристики
- Двигатель:четырехтактный l6, Typ OM6-42,5
- Объем: 2407 см³
- Мощность: 59 кВт (80 л.с.) при 4000 об/мин
- Крутящий момент: 167 Нм при 1500 об/мин
- Макс.скорость: 140 км/ч
- Расход: 11–13 л./100 км
- Трансмиссия: механическая 4 ступ.
- Габариты (Д×Ш×В): 4735 мм × 1780 мм × 1600 мм
- Вес: 1480 кг.